# Very Little Nightmares
Very Little Nightmares è il prequel di Little Nightmares, pubblicato per iOS il 30 maggio 2019 e successivamente per Android il 10 dicembre dello stesso anno.

## Trama
La storia si ambienta tempo prima gli eventi del primo gioco (e del secondo), in una residenza situata su una pericolante scogliera nota come Il Nido. Protagonista della vicenda è una ragazza dall'impermeabile giallo, identica d'aspetto a Six, precipitata nella villa del Nido con la sua mongolfiera. Sulla via, la ragazza incappa in altri due suoi coetanei: un ragazzo dalla sciarpa rossa e una ragazza dai capelli a caschetto. Il ragazzo viene poi rapito da uno degli inservienti del Nido, il Giocattolaio, che lo uccide e lo rende una bambola di pezza: si scopre infatti che gli sventurati che si avventurano nel Nido diventano così vittime della padrona di casa, la giovane Ingannatrice, che non fa altro che vedere la gente come suoi burattini, ordinando ai suoi servitori di procurargli sempre più bambole.
Le due ragazze si fanno strada per la villa, evitando il pericoloso Maggiordomo dai poteri telecinetici. Fuggendo per il giardino, le due raggiungono la scogliera e la ragazza con l'impermeabile trova l'Ingannatrice su una panchina, che piange. Sinceramente dispiaciuta, la ragazza si avvicina alla nobile, ma non appena viene avvistata, l'Ingannatrice le dà la caccia. La protagonista, aiutata dall'altra fuggiasca, scende la scogliera per sfuggire all'Ingannatrice e infine, le due riescono apparentemente a sconfiggerla gettandole un masso addosso. Subito dopo, però, l'Ingannatrice si rialza e si avventa sulla protagonista. Le due, così, cadono giù per la scogliera e il cappuccio della protagonista si abbassa, rivelando una lunga coda a treccina che decisamente non appartiene a Six. Le due ragazze cadono in mare e l'unica cosa che riemerge è l'impermeabile giallo della protagonista, che l'altra fuggiasca raccoglie dopo aver raggiunto una zattera di fortuna alla base della scogliera, rivelandosi essere la vera Six.

## Personaggi
- Ragazza con l'impermeabile giallo: protagonista della vicenda. Dato l'impermeabile, il giocatore è spinto a credere si tratti di Six, per poi scoprire la verità alla fine del gioco.
- Six: una ragazza dai capelli a caschetto e la canottiera, protagonista del primo titolo della serie. Segue la protagonista da distanza mentre cercano una via di fuga dal Nido. Nell'ultima parte del gioco si aiutano a vicenda e, in onore della sua amica, Six indosserà il suo impermeabile, unica cosa rimasta di lei.
- Ragazzo con la sciarpa rossa: un altro prigioniero del Nido che trova presto la morte, diventando una bambola per mano del Giocattolaio.
- Ingannatrice: una giovane nobile poco più grande di Six e la protagonista. È molto viziata e spocchiosa, ma possiede anche il potere di un urlo assordante oltre a quello di far sparire la gente solo toccandola. Forse per questo e l'assenza dei genitori che prova una certa tristezza che tenta di colmare con bambole. Dati i vari quadri, gli occhi-pietrificanti, la presenza di Nomini in casa sua e la magia nera molto simile a quella della Signora, ha dei legami con le Fauci.
- Maggiordomo: il secondo ostacolo del gioco, un maggiordomo con le mani legate dietro la schiena: si muove e interagisce con gli oggetti tramite la psicocinesi. Differentemente da molti degli antagonisti della serie, nel momento in cui si accorge della protagonista, la uccide istantaneamente scaraventandole addosso qualcosa, senza offrire alcuna chance di fuga.
- Giocattolaio: il primo ostacolo del gioco, un uomo vestito da chirurgo dai lunghi arti che si muove su una piccola sedia a rotelle. È colui che trasforma i bambini prigionieri in bambole di pezza tramite la tassidermia.

## Modalità di gioco
Il gioco è un punta e clicca: il giocatore deve toccare un punto sullo schermo e la protagonista si dirigerà verso il punto in questione o interagirà con il vicino oggetto. Il gameplay consiste per lo più nella risoluzione di puzzle o di appostarsi in certi nascondigli e attendere il momento giusto prima di riprendere il cammino, quando la situazione si calma. Verso la fine del gioco viene richiesto di collaborare con Six per proseguire, facendo in modo di sfondare un cancello allo stesso momento o aprendo l'una la strada all'altra.
In ogni livello è nascosto una scatola a sorpresa contenente il pupazzo di uno dei personaggi del precedente gioco (e dei fumetti), quali il Custode, la Signora e i bambini rifugiati. Tali scatole, unico collezionabile del gioco, si trovano nelle aree dove si nascondono i Nomini.

## Accoglienza
| Testata                           | Versione | Giudizio |
| --------------------------------- | -------- | -------- |
| Metacritic (media al 9-7-2022)    | iOS      | 53/100   |
| GameRankings (media al 9-12-2019) | iOS      | 40.00%   |
| Multiplayer.it                    | iOS      | 5.8/10   |
| Everyeye.it                       | iOS      | 5/10     |
| 148Apps                           | iOS      | 2/5      |
| Jeuxvideo.com                     | iOS      | 15/20/10 |

Secondo il sito web aggregatore di recensioni Metacritic, Very Little Nightmares ha un punteggio di 53/100 basato su 4 recensioni professionali indicando recensioni "contrastanti o nella media".
Giorgio Melani di Multiplayer.it lo definì un progetto solo parzialmente riuscito in quanto era in grado di ricreare in maniera convincente le atmosfere che hanno caratterizzato il gioco originale grazie a un bello stile grafico e un'ottima direzione artistica ma falliva in buona parte quando si arrivava al gameplay. Quest'ultimo infatti presentava diversi problemi tecnici e di progettazione della struttura di gioco. Nonostante ciò restava un interessante completamento allo strano universo di Six, dato che metteva in scena un'ambientazione fascinosa come il Nido, ma ciò non bastava a renderlo un gioco completo ed equilibrato. Gabriele Carollo di Everyeye.it trovò gradevoli le atmosfere presentate all'interno del titolo. Il gioco in sé però rinunciava ad alcune virtù della formula originale e non presentava una degna formula sostitutiva. Gli enigmi erano semplici, alcune soluzioni di game design erano eccessivamente ripetitive e il tutto non era esente da sbavature concettuali e tecniche.
Campbell Bird di 148Apps affermò che a parte la parte grafica di buona fattura, Very Little Nightmares non era un gioco molto divertente in quanto sembrava mal concepito. Le parti horror, quelle rompicapo e l'esperienza per dispositivi mobili semplicemente non funzionavano, il che rappresentava un grosso problema per un utente che cercava un titolo del genere.
Il sito francese Jeuxvideo.com lo trovò un gioco adattato perfettamente ai dispositivi mobili e poteva essere goduto per tutti i suoi 18 capitoli. Similmente ai DLC del gioco originale, i livelli erano un po' altalenanti, ma si rivelava comunque un gioco ben calibrato, mai frustrante, molto carino a livello visivo e con una colonna sonora accattivante. Offrendo una sfida a difficoltà progressiva, incoraggiava il giocatore a procedere con l'avventura per saperne di più dell'universo realizzato da Alike Studio.